# Општина Роману (Браила)
Роману (рум. Romanu) општина је у Румунији у округу Браила.
Oпштина се налази на надморској висини од 8 m.